# Central United
Central United Football Club is een Nieuw-Zeelandse voetbalclub uit Auckland. De club is in 1962. De thuiswedstrijden worden gespeeld in het Kiwitea Street gespeeld, dat plaats biedt aan 3.500 toeschouwers. De clubkleuren zijn geel-blauw.

## Gewonnen prijzen
- National Soccer League
  - Winnaar (2): 1999, 2001
  - Runner up (1): 1998
- Chatham Cup
  - Winnaar (4): 1997, 1998, 2005, 2007
  - Runner up (2): 2000, 2001

## Bekende (oud-)spelers
- Salesh Kumar